# Código da Bíblia

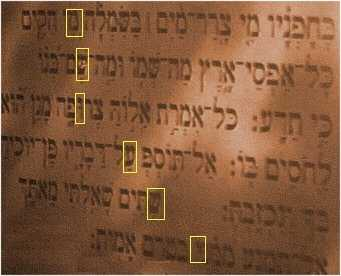
Trecho da Bíblia em Hebraico.

Código da Bíblia, também conhecida como códigos do Torah, são conjuntos de palavras e frases que tem um significado a respeito de acontecimentos futuros, sendo que alguns creem que foram colocadas intencionalmente de forma "codificada" e oculta nos textos bíblicos. Estes códigos se tornaram famosos através de livro The Bible Code de Michael Drosnin, que sugere que esses códigos oferecem avisos sobre o futuro.

## O código da Bíblia desvenda acontecimentos futuros?
O assunto do "Código da Bíblia" já circula há muito tempo. Quase todas as grandes revistas noticiaram a "descoberta". O código foi vendido como sensação e o livro escrito a respeito tornou-se um best-seller. O matemático israelense Eliyahu Rips e o jornalista americano Michael Drosnin estão convictos de que é possível decifrar o código da Bíblia por meio de operações matemáticas por computador. Segundo os autores, no código estariam previstos o Holocausto, a morte de Yitzhak Rabin, a presidência de Bill Clinton, entre outros acontecimentos. Nesse meio tempo, porém, também se ouviram vozes pessimistas questionando ou rejeitando o código. Vários especialistas o classificaram simplesmente como bobagem e acrobacia numérica.
A Sociedade Bíblica Alemã tomou posição em uma reportagem intitulada "Deus não fala por códigos" e conclamou a uma avaliação sóbria. A revista "Bibel Report" afirmou que, com talento para combinar as letras de diferentes maneiras, pode-se encontrar praticamente todos os acontecimentos importantes. O procedimento seria semelhante à leitura do destino em formas surgidas do endurecimento de chumbo derretido ou à adivinhação através da leitura da borra de café. De acordo com a Sociedade Bíblica Alemã, é difícil acreditar que Deus tenha falado a Seu povo de forma codificada durante 3.000 anos, e que tiveram de aparecer os senhores Rips e Drosnin (que não é crente no sentido bíblico) para descobrir o que Ele de fa(c)to queria dizer.

### Revelações segundo o método do "Código da Bíblia" também acontecem fora da Bíblia
Seguindo o método do "Código da Bíblia", o matemático australiano Brendan McKay trabalhou com o romance "Moby Dick". Ele chegou aos mesmos resultados "sensacionais" como Michael Drosnin, o autor do livro "O Código da Bíblia". McKay encontrou dados apropriados para alguns poucos acontecimentos, mas nada comparado ao número de acontecimentos dos livros da Bíblia. Não se deve esquecer de que no hebraico não existem vogais. Isso significa que as sílabas são ambíguas e, além disso, as palavras são mais curtas. Dessa maneira, as chances de se encontrar são maiores. McKay também realizou cálculos em relação ao nome de Michael Drosnin. Bem próximo ao nome, o matemático australiano encontrou a palavra "liar" — "mentiroso", assim como algumas referências à morte do autor do livro "O Código da Bíblia", mas nada confirmado em vídeo.